# Robert Ross (British Army officer)
Robert Ross (12 de septiembre de 1814) fue un oficial nacido en Irlanda en el ejército británico que sirvió en las Guerras Napoleónicas y su teatro en América del Norte en la Guerra de 1812.
Ross se unió al ejército británico en 1789. Se desempeñó como oficial en varias batallas durante las guerras napoleónicas, incluidas las batallas de Maida y La Coruña, donde obtuvo el ascenso a coronel. En 1809, fue enviado a servir en la Guerra Peninsular, incluyendo las Batallas de Vittoria, Roncesvalles, Sorauren y Orthez. Fue herido en el cuello en la Batalla de Orthez en Francia el 27 de febrero de 1814.
Al regresar al servicio más tarde ese año, Ross fue nombrado general de división y enviado a América del Norte, como comandante de "todas las fuerzas británicas en la costa este". En agosto de 1814, llegó a Benedict, Maryland y continuó, liderando a los soldados profesionales que rápidamente derrotaron a una milicia estadounidense mal organizada en la Batalla de Bladensburg el 24 de agosto; esa noche, llevó a sus tropas a Washington D. C.
Durante su mando de la Quema de Washington, muchos edificios importantes del gobierno de los EE. UU., incluida la Casa Blanca y el Capitolio de los Estados Unidos fueron dañados, lo que desmoralizó y dañó enormemente el esfuerzo de guerra estadounidense. Ross entonces condujo una invasión británica al norte por la Bahía de Chesapeake hacia la ciudad de Baltimore que culminó en la Batalla de Baltimore ese septiembre. El 12 de septiembre, recibió un disparo mientras comandaba tropas en la North Point, y murió mientras lo trasladaban a la retaguardia.

## Primeros años
Ross nació en Rostrevor, Condado de Down, Irlanda, hijo del Mayor David Ross, un oficial en la Guerra de los Siete Años y su esposa, Elizabeth Adderley, la media hermana materna de James Caulfeild, 1.er conde de Charlemont. Fue educado en el Trinity College Dublin en Irlanda, donde fue tesorero de la College Historical Society y se unió al 25th Regiment of Foot como alférez en 1789.

## Guerras Napoleónicas

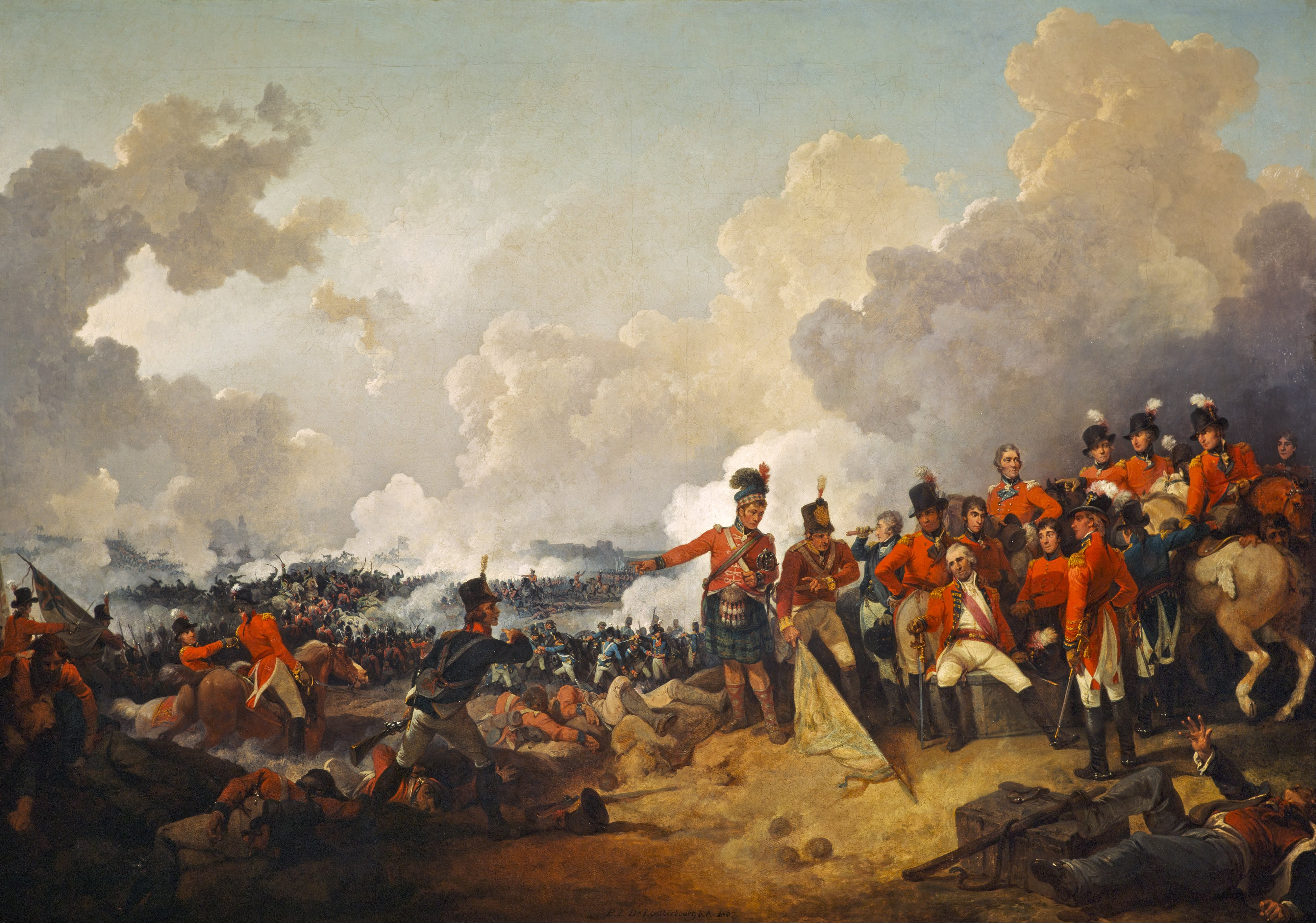
Ross estuvo presente en la Batalla de Alejandría, que expulsó El ejército de Napoleón de Egipto.

Ross luchó como oficial subalterno en las batallas de la Krabbendam en los Países Bajos en 1799 y la Batalla de Alejandría en  Egipto en 1801. En 1803, fue ascendido a mayor y se le dio el mando del 20.º Regimiento de Infantería. Luego luchó en la Maida en el Reino de Nápoles en 1806.

### Guerra Peninsular
Fue ascendido a Teniente Coronel (Teniente Coronel (Reino Unido)) a finales de 1808 y luchó en la Batalla de La Coruña (Batalla de La Coruña) en España a principios de 1809 durante la Guerra Peninsular (Guerra Peninsular). En 1810, Ross se hizo un completo Coronel (Coronel (Reino Unido)) así como aide-de-camp al rey.
En 1813, Ross fue enviado a servir bajo el mando de Arthur Wellesley y comandó su regimiento en la Batalla de Vitoria, Roncesvalles y la Batalla de Sorauren ese año. Fue gravemente herido en el lado izquierdo de su cuello en la Batalla de Orthez, el 27 de febrero de 1814, y acababa de regresar al servicio cuando se le dio el mando de una fuerza expedicionaria para atacar los Estados Unidos.

## Guerra de 1812

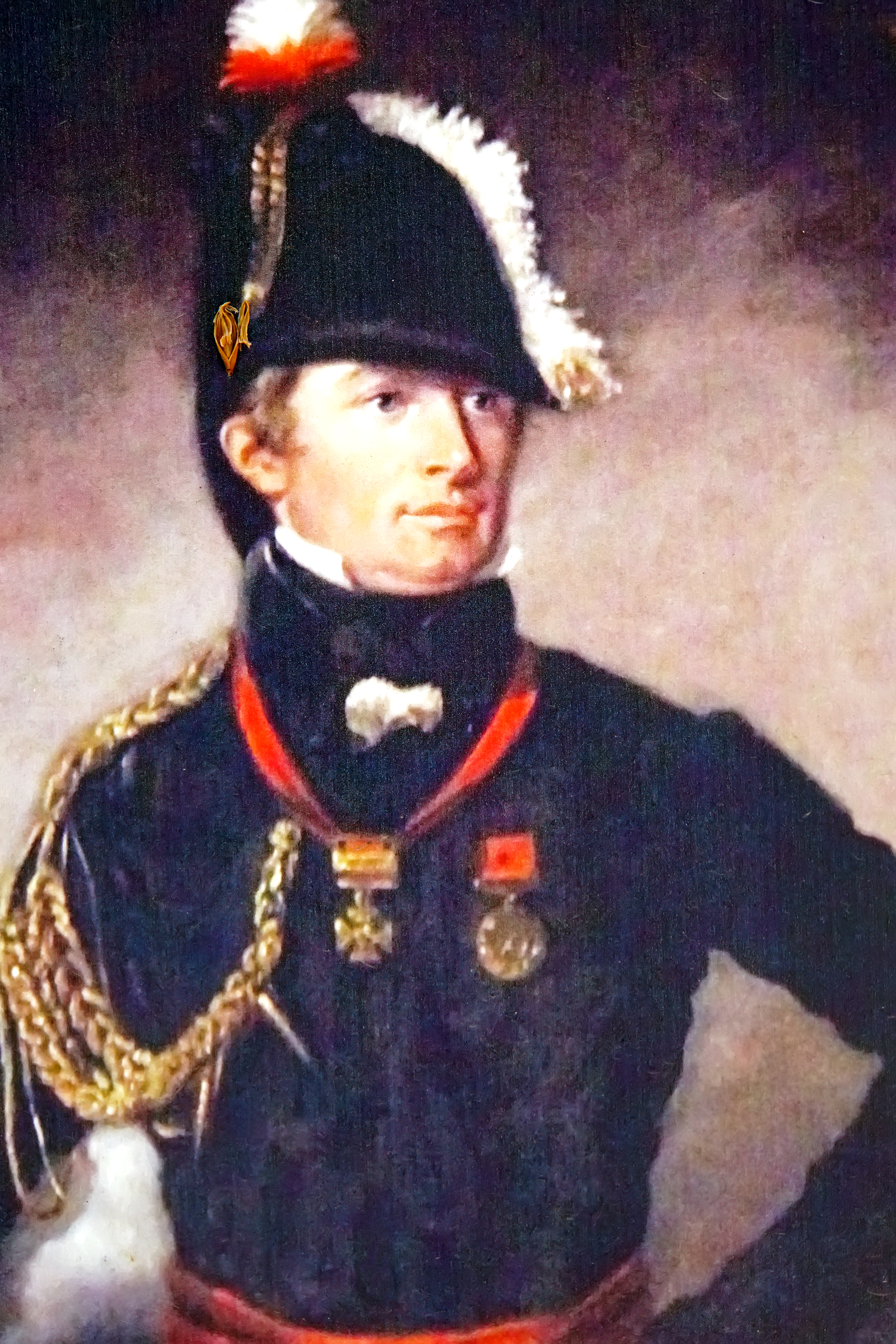
Retrato de Ross en la Casa Blanca, por Dennis Jarvis

Ross navegó a América del Norte como Mayor General para hacerse cargo de todas las tropas británicas frente a la costa este de los Estados Unidos. Él personalmente condujo a las tropas británicas a tierra en Benedict, Maryland, y marchó a través de Upper Marlboro, Maryland, para atacar a los estadounidenses en Batalla de Bladensburg el 24 de agosto de 1814, derrotando a las unidades de milicias organizadas apresuradamente que se le opusieron. Pasando de Bladensburg, Ross se trasladó a la cercana Washington D. C., y le dispararon; su caballo recibió un disparo debajo de él. Los edificios públicos, las instalaciones y los Navy Yards de la ciudad, incluido el Capitolio de los Estados Unidos y la Casa Blanca fueron quemados como represalia por las incursiones estadounidenses destructivas en Canadá, sobre todo el [[Burning of York] de los estadounidenses. ]] (actualmente Toronto) a principios de 1813. La controversia rodea la decisión de Ross de destruir la propiedad pública pero preservar la propiedad privada durante la quema.

### La captura de Washington

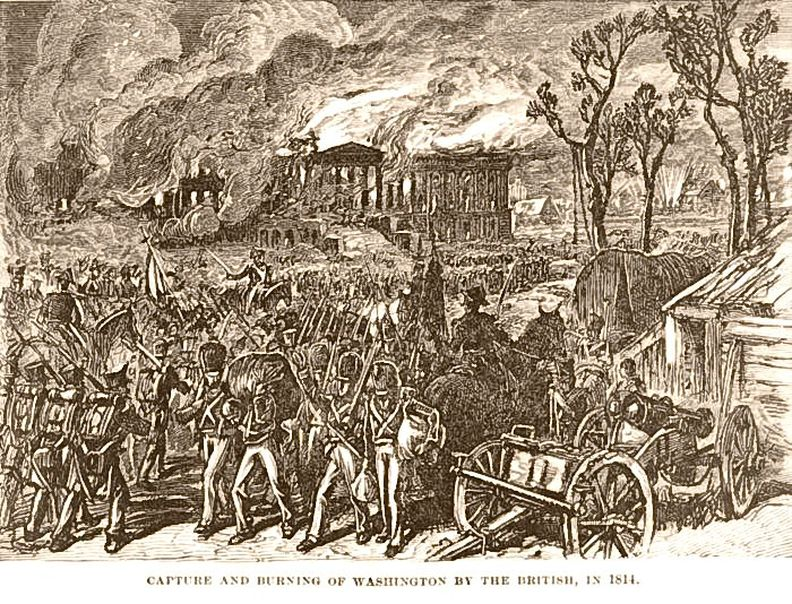
Quema de Washington en agosto de 1814

Ross entonces fue persuadido para atacar Baltimore, Maryland. Condujo a las tropas británicas a la zona. En ese momento, "no tenía intención alguna de atacar a Washington", según un historiador. No obstante, marchó sobre la capital y se unió a sus tropas con otras que habían llegado de las Bermudas, dirigidas por el contralmirante Sir George Cockburn, décimo barón. A pesar de un mayor contingente de defensores estadounidenses, los británicos capturaron Washington con una fuerza de 4.500 hombres "curtidos en la batalla". El 24 de agosto, ocurrió el Incendio de Washington, cuando las tropas, dirigidas por Ross, prendieron fuego a varios edificios públicos, incluyendo la Casa Blanca y el Capitolio de los Estados Unidos. Posteriormente se informaron daños extensos en los interiores y el contenido de ambos.
Ross se negó a aceptar la recomendación del contraalmirante Cockburn de dañar también la propiedad privada. El ataque al periódico National Intelligencer fue dirigido por Cockburn.
Sin embargo, Ross ordenó la preservación de la propiedad privada y amenazó a sus hombres con castigarlos si desobedecían. Ross se mantuvo firme en prohibir todo contacto entre el ejército británico y los civiles de Washington porque recordó la ruptura total del orden y la disciplina en numerosas ocasiones mientras servía en el ejército británico en la Guerra de la Independencia cuando los soldados británicos después de muchas batallas notoriamente saquearon y cometieron masacres y violaciones en muchas ciudades españolas en sus propios aliados civiles españoles (más infamemente en Badajoz, Ciudad Rodrigo, Vitoria, y San Sebastián) a pesar de los generales y oficiales haciendo todo lo posible para mantener el orden. Esta orden de Ross se aseguró de que la quema de Washington no condujera a ninguna civilización.
bajas ilianas.
Un artículo de CBC News describió a Ross como un "pirómano reacio" que necesitaba la persuasión de Cockburn para causar daño intencional. Aunque Cockburn había sido optimista sobre la posibilidad de capturar la ciudad capital, Ross "nunca soñó ni por un minuto que un ejército de 3.500 hombres con 1.000 infantes de marina de refuerzo, sin caballería, casi sin artillería, pudiera marchar 50 millas tierra adentro y capturar una capital enemiga.

### Muerte

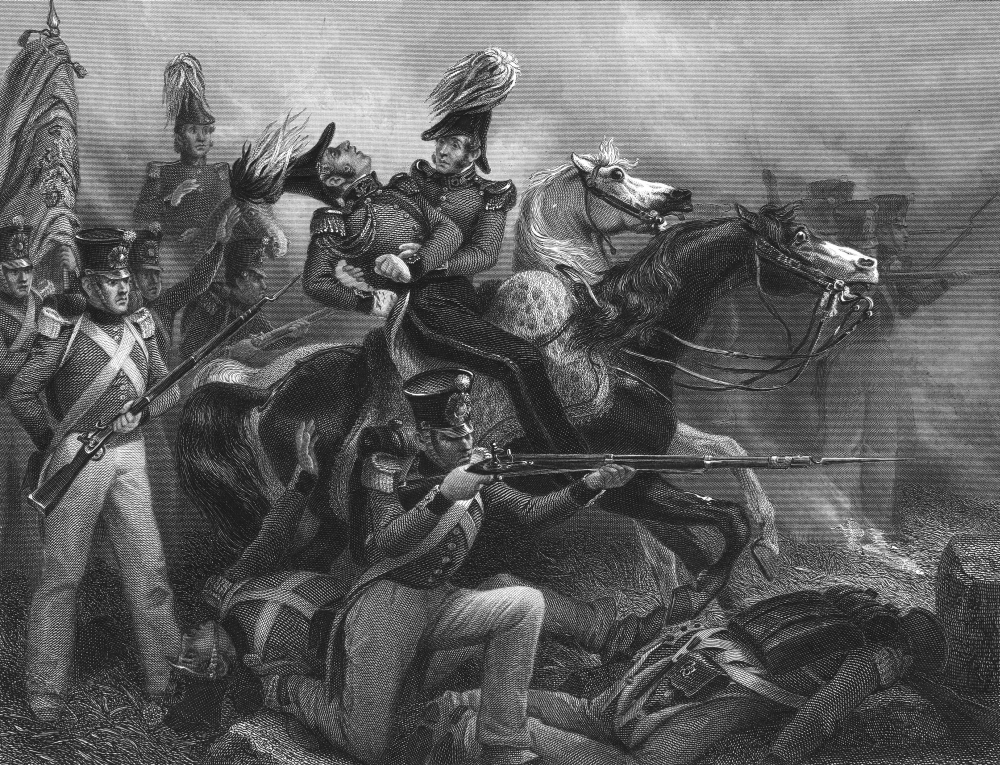
Obra de arte, alrededor de 1859, Muerte de Genl. Ross en Baltimore, Biblioteca del Congreso, identificación digital cph.3a10359

Posteriormente, sus tropas aterrizaron en el extremo sur de la península de "Patapsco Neck" (entre el Patapsco River y el Puerto de Baltimore en el sur y el  Back River en el norte) del sureste del Condado de Baltimore en North Point, doce millas al sureste de la ciudad, en la mañana del 12 de septiembre de 1814. En camino a lo que sería la Batalla de North Point , una parte de la Batalla de Baltimore más grande, el avance británico se encontró con escaramuzadores estadounidenses. El general Ross se adelantó para dirigir personalmente a sus tropas. Un francotirador estadounidense le disparó en el brazo derecho al pecho. Según el folclore de Baltimore, dos fusileros estadounidenses, Daniel Wells, de 18 años, y Henry McComas, de 19, le dispararon y uno de ellos había disparado el tiro fatal. Ross murió mientras lo transportaban de regreso a la flota.
Los primeros esfuerzos de Ross durante la más exitosa Batalla de Bladensburg el 24 de agosto de 1814 merecen elogios, según el autor de un libro sobre esa época. "Llevó a cabo una brillante campaña de engaño, fingió de una forma u otra, marchó y luego retrocedió, y fue capaz de paralizar a los estadounidenses y evitar que defendieran Bladensburg".
Después de su muerte, el cuerpo del general se guardó en un barril de 129 galones (586 litros) de ron Jamaica a bordo HMS Tonnant. Fue desviado a Nueva Orleans para la próxima batalla (enero de 1815), y el cuerpo fue enviado más tarde en el buque británico HMS Royal Oak a Halifax, Nueva Escocia, donde su cuerpo fue enterrado el 29 de septiembre de 1814.